# 2016 год
2016 (две ты́сячи шестна́дцатый) год  по григорианскому календарю — високосный год, начинающийся в пятницу. Это 2016 год нашей эры, 6‑й год 2‑го десятилетия XXI века 3‑го тысячелетия, 7‑й год 2010‑х годов. Он закончился 9 лет назад.
| Пн | Вт | Ср | Чт | Пт | Сб | Вс |
|    |    |    |    | 1  | 2  | 3  |
| 4  | 5  | 6  | 7  | 8  | 9  | 10 |
| 11 | 12 | 13 | 14 | 15 | 16 | 17 |
| 18 | 19 | 20 | 21 | 22 | 23 | 24 |
| 25 | 26 | 27 | 28 | 29 | 30 | 31 |

| Пн | Вт | Ср | Чт | Пт | Сб | Вс |
| 1  | 2  | 3  | 4  | 5  | 6  | 7  |
| 8  | 9  | 10 | 11 | 12 | 13 | 14 |
| 15 | 16 | 17 | 18 | 19 | 20 | 21 |
| 22 | 23 | 24 | 25 | 26 | 27 | 28 |
| 29 |    |    |    |    |    |    |

| Пн | Вт | Ср | Чт | Пт | Сб | Вс |
|    | 1  | 2  | 3  | 4  | 5  | 6  |
| 7  | 8  | 9  | 10 | 11 | 12 | 13 |
| 14 | 15 | 16 | 17 | 18 | 19 | 20 |
| 21 | 22 | 23 | 24 | 25 | 26 | 27 |
| 28 | 29 | 30 | 31 |    |    |    |

| Пн | Вт | Ср | Чт | Пт | Сб | Вс |
|    |    |    |    | 1  | 2  | 3  |
| 4  | 5  | 6  | 7  | 8  | 9  | 10 |
| 11 | 12 | 13 | 14 | 15 | 16 | 17 |
| 18 | 19 | 20 | 21 | 22 | 23 | 24 |
| 25 | 26 | 27 | 28 | 29 | 30 |    |

| Пн | Вт | Ср | Чт | Пт | Сб | Вс |
|    |    |    |    |    |    | 1  |
| 2  | 3  | 4  | 5  | 6  | 7  | 8  |
| 9  | 10 | 11 | 12 | 13 | 14 | 15 |
| 16 | 17 | 18 | 19 | 20 | 21 | 22 |
| 23 | 24 | 25 | 26 | 27 | 28 | 29 |
| 30 | 31 |    |    |    |    |    |

| Пн | Вт | Ср | Чт | Пт | Сб | Вс |
|    |    | 1  | 2  | 3  | 4  | 5  |
| 6  | 7  | 8  | 9  | 10 | 11 | 12 |
| 13 | 14 | 15 | 16 | 17 | 18 | 19 |
| 20 | 21 | 22 | 23 | 24 | 25 | 26 |
| 27 | 28 | 29 | 30 |    |    |    |

| Пн | Вт | Ср | Чт | Пт | Сб | Вс |
|    |    |    |    | 1  | 2  | 3  |
| 4  | 5  | 6  | 7  | 8  | 9  | 10 |
| 11 | 12 | 13 | 14 | 15 | 16 | 17 |
| 18 | 19 | 20 | 21 | 22 | 23 | 24 |
| 25 | 26 | 27 | 28 | 29 | 30 | 31 |

| Пн | Вт | Ср | Чт | Пт | Сб | Вс |
| 1  | 2  | 3  | 4  | 5  | 6  | 7  |
| 8  | 9  | 10 | 11 | 12 | 13 | 14 |
| 15 | 16 | 17 | 18 | 19 | 20 | 21 |
| 22 | 23 | 24 | 25 | 26 | 27 | 28 |
| 29 | 30 | 31 |    |    |    |    |

| Пн | Вт | Ср | Чт | Пт | Сб | Вс |
|    |    |    | 1  | 2  | 3  | 4  |
| 5  | 6  | 7  | 8  | 9  | 10 | 11 |
| 12 | 13 | 14 | 15 | 16 | 17 | 18 |
| 19 | 20 | 21 | 22 | 23 | 24 | 25 |
| 26 | 27 | 28 | 29 | 30 |    |    |

| Пн | Вт | Ср | Чт | Пт | Сб | Вс |
|    |    |    |    |    | 1  | 2  |
| 3  | 4  | 5  | 6  | 7  | 8  | 9  |
| 10 | 11 | 12 | 13 | 14 | 15 | 16 |
| 17 | 18 | 19 | 20 | 21 | 22 | 23 |
| 24 | 25 | 26 | 27 | 28 | 29 | 30 |
| 31 |    |    |    |    |    |    |

| Пн | Вт | Ср | Чт | Пт | Сб | Вс |
|    | 1  | 2  | 3  | 4  | 5  | 6  |
| 7  | 8  | 9  | 10 | 11 | 12 | 13 |
| 14 | 15 | 16 | 17 | 18 | 19 | 20 |
| 21 | 22 | 23 | 24 | 25 | 26 | 27 |
| 28 | 29 | 30 |    |    |    |    |

| Пн | Вт | Ср | Чт | Пт | Сб | Вс |
|    |    |    | 1  | 2  | 3  | 4  |
| 5  | 6  | 7  | 8  | 9  | 10 | 11 |
| 12 | 13 | 14 | 15 | 16 | 17 | 18 |
| 19 | 20 | 21 | 22 | 23 | 24 | 25 |
| 26 | 27 | 28 | 29 | 30 | 31 |    |

2016 год стал самым тёплым за весь предшествующий период метеонаблюдений в мире, перекрыв предыдущий рекорд 2015 года. (Данный рекорд 2016 года с большим отрывом перекрыл 2023 год.)
Международный год зернобобовых (резолюция Генеральной Ассамблеи ООН A/RES/68/231).
Год российского кино в России.
Год культуры в Белоруссии.
Год образования в странах СНГ.
Год Греции в России, год России в Греции.
Год российских средств массовой информации в Китае.
Год мультикультурализма в Азербайджане.

## События
См. также: Категория:2016 год

### Январь
- 1 января
  - Начало вещания телеканала ТНТ4[источник не указан 813 дней].
  - Вступило в силу Соглашение о свободной торговле между Украиной и Европейским союзом[10].
- 2 января — в Саудовской Аравии казнён проповедник Нимр ан-Нимр и ещё 46 человек; Иран осудил казнь, в Бахрейне начались массовые протесты[11].
- 3 января — Саудовская Аравия разорвала дипломатические отношения с Ираном[12].
- 4 января — Бахрейн и Судан разорвали дипломатические отношения с Ираном[12].
- 5 января
  - Руководство Германии признало, что в новогоднюю ночь в Кёльне около 90 женщин подверглось попыткам ограбления и сексуальным домогательствам со стороны толпы мужчин, возможно арабского или африканского происхождения[13]. Подобные происшествия происходили также в Гамбурге и Штутгарте[14].
  - В Белоруссии начались протесты против президентского указа № 222[15].
- 6 января — КНДР объявила об успешном испытании водородной бомбы. Службы сейсмического контроля Китая, Японии, США и Южной Кореи зафиксировали землетрясение магнитудой от 4 до 5[16].
- 10 января — в Лос-Анджелесе прошла 73-я церемония вручения наград «Золотой глобус». Лучшими фильмами были названы «Выживший» и «Марсианин»[17].
- 14 января — Всемирная организация здравоохранения официально заявила об окончании эпидемии Эболы[18].
- 15 января
  - Джимми Моралес вступил в должность президента Гватемалы[19].
  - На должность премьер-министра Македонии назначен Эмил Димитриев[20].
- 15—16 января — в столице Буркина-Фасо Уагадугу группой боевиков были совершены террористические акты. Погибли более 25 человек[21].
- 16 января — парламентские и президентские выборы на Тайване[22]. Президентом избрана представитель оппозиции Цай Инвэнь[23].
- 20 января
  - В должность премьер-министра Молдовы вступил Павел Филип[24].
  - Сотрудники Калифорнийского технологического института Майкл Браун и Константин Батыгин объявили об открытии в солнечной системе новой планеты[25][26][27].
- 22 января — в должности премьер-министра Хорватии утверждён Тихомир Орешкович[28].
- 24 января
  - Выборы президента Португалии[29]. Победу одержал Марселу Ребелу ди Соза[30].
  - Протестующие в Кишинёве выдвинули ультиматум властям Молдавии[31].
- 28 января
  - Бывший президент Кот-д’Ивуара Лоран Гбагбо предстал перед Международным уголовным судом в Гааге по обвинению в преступлениях против человечества[32].
  - Всемирная организация здравоохранения объявила о вспышке вируса Зика[33].
- 29 января — в Молдавии предложили провести референдум о выборах президента[34].
- 31 января — 14 февраля — 36-й чемпионат мира по хоккею с мячом (Ульяновск, Димитровград, Россия)[35].

### Февраль
- 7 февраля — КНДР осуществила запуск ракеты-носителя с искусственным спутником Земли «Кванменсон-4»[36].
- 8—21 февраля — чемпионат мира по бобслею и скелетону (Игльс, Австрия)[37].
- 8 — многотысячные протесты мусульманок Боснии против запрета ношения хиджаба[38].
- 10—14 февраля — чемпионат мира по конькобежному спорту на отдельных дистанциях (Коломна, Россия)[39].
- 11 февраля
  - Новым премьер-министром Латвии стал Марис Кучинскис[40].
  - Учёные коллабораций LIGO и VIRGO объявили об экспериментальном открытии 14 сентября 2015 года предсказанных Эйнштейном гравитационных волн[41].
- 12 февраля — на Кубе состоялась встреча Папы Римского Франциска и Патриарха Московского и всея Руси Кирилла[42].
- 12—21 февраля — II Зимние юношеские Олимпийские игры в Лиллехаммере (Норвегия)[43].
- 14 февраля — второй тур президентских выборов в ЦАР. Победу одержал бывший премьер-министр ЦАР Фостен-Арканж Туадера[44].
- 16 февраля — во Флориде в окрестностях залива Пенсакола[англ.] были найдены следы первого испанского поселения на территории современных США, основанного в 1559 году конкистадором Тристаном де Луна-и-Арельяно[45].
- 18 февраля — всеобщие выборы в Уганде[46]. Действующий президент Уганды Йовери Мусевени переизбран на очередной пятилетний срок[47].
- 21 февраля
  - Первый тур президентских выборов в Нигере[48].
  - Президентские выборы на Коморах (первый тур)[49].
- 22 февраля — Россия и США подписали проект соглашения о введении режима прекращения огня в Сирии с 27 февраля[50].
- 25 февраля — на расположенной в посёлке Северный шахте «Северная» компании «Воркутауголь» зафиксирован горный удар. В аварии погибли 36 человек, среди которых как шахтёры, так и спасатели[51].
- 26 февраля
  - Парламентские выборы в Иране (первый тур)[52].
  - Парламентские выборы в Ирландии[53].
- 27—28 февраля — чемпионат мира по конькобежному спорту в спринтерском многоборье (Сеул, Южная Корея)[54].
- 28 февраля — в Лос-Анджелесе прошла 88-я церемония вручения наград «Оскар». В актёрских номинациях победили Леонардо Ди Каприо («Выживший») и Бри Ларсон («Комната»), а лучшим фильмом признан «В центре внимания» Томаса Маккарти[55].

### Март
- 2 марта — экипаж МКС в составе Скотта Келли, Михаила Корниенко и Сергея Волкова вернулся на Землю[56].
- 3—13 марта — чемпионат мира по биатлону (Хольменколлен, Норвегия)[57].
- 5 марта — парламентские выборы в Словакии[58].
- 5—6 марта — чемпионат мира по конькобежному спорту в классическом многоборье (Берлин, Германия)[59].
- 6 марта — первый тур президентских выборов в Бенине[60]. Во второй тур вышли: действующий премьер-министр Лионель Зинсу и независимый кандидат Патрис Талон[61].
- 9 марта — в должность президента Португалии вступил Марселу Ребелу Ди Соза[62].
- 11 марта — вступил в должность президент Кирибати Танети Маамау[63].
- 11—13 марта — чемпионат мира по шорт-треку (Сеул, Южная Корея)[64].
- 14 марта
  - В рамках программы «Аврора» с космодрома Байконур запущена марсианская орбитальная станция «ЭкзоМарс» для поиска следов жизни[65].
  - Парламент Мьянмы избрал президентом страны Тхин Чжо[66].
- 15 марта — Россия начала вывод воинской группировки из Сирии[67].
- 19 марта
  - Запущен космический корабль «Союз ТМА-20М» с экипажем в составе: Алексей Овчинин, Олег Скрипочка, Джеффри Уильямс[68].
  - В результате крушения Boeing 737 в Ростове-на-Дону погибли 62 человека[69].
- 20 марта
  - Внеочередные парламентские выборы в Казахстане[70].
  - Президентские выборы в Конго[71]. Действующий президент Дени Сассу-Нгессо переизбран на новый семилетний срок[72].
  - Парламентские выборы в Лаосе[73].
  - Президентские выборы в Бенине (второй тур). Победу одержал независимый кандидат Патрис Талон[74].
  - Второй тур президентских выборов в Нигере[75].
- 22 марта — взрывы в брюссельском аэропорту и брюссельском метрополитене на станции Малбек. Погибли 38 человек (35 жертв, 3 преступника), более 340 ранены. Ответственность за произошедшее взяла на себя организация «Исламское государство»[76][77][78][79].
- 26 марта — сирийская армия освободила Пальмиру от террористов ИГИЛ[80].
- 27 марта — в Лахоре (Пакистан, провинция Пенджаб) террорист-смертник подорвал себя. Погибли 72 человека, свыше 300 ранены[81].
- 28 марта — 3 апреля — чемпионат мира по фигурному катанию (Бостон, США)[82].
- 30 марта
  - В должность президента ЦАР вступил Фостен-Арканж Туадера[83].
  - В должность президента Мьянмы вступил Тхин Чжо[84].
- 31 марта — во Франции началось социальное движение Ночное стояние[85].

### Апрель
- 2 апреля
  - Столкновения в Нагорном Карабахе между вооружёнными силами Армении и непризнанной Нагорно-Карабахской Республики (НКР) с одной стороны и Азербайджана[86].
  - Генерал Чан Дай Куанг утверждён новым президентом Вьетнама на сессии парламента[87].
- 8 апреля
  - президентские выборы в Джибути[88]. Действующий президент Исмаил Омар Гелле переизбран на новый срок[89].
  - в рамках миссии SpaceX CRS-8, первая ступень ракеты Falcon 9 FT впервые в истории ракетостроения успешно приземлилась на морскую платформу «Of Course I Still Love You».
- 10 апреля — президентские выборы на Коморах (второй тур). Победу одержал Азали Ассумани[90].
- 13 апреля
  - Выборы в Национальное собрание в Южной Корее[91]. Победу одержала оппозиционная партия Новый политический альянс за демократию[92].
  - Парламентские выборы в Сирии[93].
- 14—17 апреля — в Японии на острове Кюсю произошли землетрясения магнитудой от 6,5 до 7,3 Mw. 49 человек погибли[94], 11 пропали без вести, ранены около 1100 человек[95][96][97].
- 16 апреля — в Эквадоре произошло землетрясение магнитудой 7,8 Mw. Погибли 660 человек, 32 пропали без вести, 51 376 ранены[98].
- 19 апреля — Бои под Майорском: На северных окраинах Горловки произошли столкновения ВС Украины и ВС ДНР. Потери Украины — 3 военнослужащих погибло, двое ранено. Потери сепаратистов неизвестны[99].
- 24 апреля
  - Внеочередные парламентские выборы в Сербии[100]. По предварительным данным, победу одержала Сербская прогрессивная партия[101].
  - Президентские выборы в Австрии[102].
  - Президентские выборы в Экваториальной Гвинее[103].
- 28 апреля — в 05:01 мск со строящегося космодрома «Восточный» в Амурской области состоялся первый успешный пуск ракеты-носителя «Союз-2.1а» с космическими аппаратами «Ломоносов», «Аист-2Д» и «СамСат-218»[104].
- 29 апреля — парламентские выборы в Иране (второй тур)[105].

### Май
- 6—22 мая — чемпионат мира по хоккею с шайбой (Москва, Санкт-Петербург, Россия)[106]. Чемпионом мира стала сборная Канады[107].
- 9 мая — всеобщие выборы на Филиппинах. По предварительным данным, на пост президента лидирует Родриго Дутерте[108].
- 10—14 мая — 61-й конкурс песни «Евровидение» (Стокгольм, Швеция)[109]. Победу одержала Джамала (Украина) с песней «1944»[110].
- 12 мая — парламент Бразилии начал процедуру импичмента против президента Дилмы Русеф, отстранив её от должности на шесть месяцев. Исполняющим обязанности президента стал Мишел Мигель Элиас Темер Лулиа[111].
- 17 мая — новым федеральным канцлером Австрии стал Кристиан Керн[112].
- 19 мая 
  - над Средиземным морем произошло крушение Airbus A320 рейса MS804 Париж — Каир. На борту самолёта находилось 56 пассажиров и 10 членов экипажа[113].
  - Верховная рада Украины в рамках процесса декоммунизации переименовала город Днепропетровск в Днепр. Решение вступило в силу 3 июня.
- 19—20 мая — 3-й Саммит Россия—АСЕАН в Сочи (Россия)[114].
- 19—27 мая — чемпионат мира по боксу среди женщин (Астана, Казахстан)[115].
- 22 мая
  - Парламентские выборы в Республике Кипр[116].
  - Конституционный референдум в Таджикистане о бессрочных полномочиях президента Эмомали Рахмона[117].
  - Второй тур выборов президента Австрии[118]. Победу одержал кандидат от Партии зелёных Александр ван дер Беллен[119]. Незадолго до вступления в должность результаты выборов были аннулированы[120].
  - Выборы в Национальное собрание Вьетнама[121].
- 26 мая — Азали Ассумани вступил в должность президента Комор[122].
- 26—27 мая — саммит G7 (Токио, Япония)[123].
- 31 мая — начало вещания ТНТ MUSIC.

### Июнь
- 5 июня
  - В городе Актобе (Казахстан) произошёл захват оружейных магазинов и воинской части. В результате перестрелки 7 человек погибли, 38 человек ранены, 13 террористов были уничтожены[124].
  - Второй тур президентских выборов в Перу[125]. Победу одержал Педро Кучински[126].
- 12 июня — Массовое убийство в гей-клубе в Орландо стало крупнейшим по числу жертв (49) в истории США с момента терактов 11 сентября 2001 года[127].
- 18 июня
  - Экипаж МКС в составе Юрия Маленченко, Тимоти Копра и Тимоти Пика вернулся с МКС на Землю[128].
  - Гибель 14 школьников на Сямозере (Карелия)[129].
- 20—27 июня — Православный собор на греческом острове Крит (Собор части Поместных Православных церквей)[130].
- 23 июня — референдум о членстве Великобритании в Европейском союзе[131]. Победу одержали сторонники выхода.
- 23—24 июня — встреча глав государств-членов ШОС в Ташкенте[132].
- 23—30 июня — 38-й Московский международный кинофестиваль[133].
- 25 июня — выборы президента Исландии[134]. Победу одержал Гудни Йоханнессон[135].
- 26 июня — досрочные парламентские выборы в Испании[136]. Победу одержала ведущая Народная партия[137].
- 28 июня — произошёл теракт в аэропорту имени Ататюрка в крупнейшем европейском городе Стамбул (Турция). Погибло более 40 человек[138].
- 29 июня 
  - парламентские выборы в Монголии[139]. В Великий государственный хурал с огромным преимуществом победила оппозиционная Монгольская народная партия[140].
  - создан Государственный совет КНДР, председателем назначен вождь Северной Кореи Ким Чен Ын.
- 30 июня — в должность президента Филиппин вступил Родриго Дутерте Роа[141].

### Июль
- 1 июля — деноминация белорусского рубля[142].
- 1 июля — 15 августа — всероссийская сельскохозяйственная перепись[143].
- 2 июля — парламентские выборы в Австралии[144], которые не выявили победителя[145].
- 3 июля — в результате двух взрывов в столице Ирака Багдаде погибли около 300 человек[146].
- 4 июля — автоматическая межпланетная станция НАСА «Юнона», запущенная 5 августа 2011 года, вышла на полярную орбиту Юпитера для изучения магнитного поля планеты[147].
- 7 июля — стартовал пилотируемый космический корабль «Союз МС-01» с экипажем в составе: Анатолия Иванишина, Такую Ониси, Кэтлин Рубенс[148]. Через два дня космонавты приступили к работе на МКС[149].
- 8 июля
  - В Сирии погиб российский экипаж боевого вертолёта Ми-25 в составе: Ряфагать Хабибулин и Евгений Долгин. Командованием российские военные лётчики представлены к государственным наградам[150].
  - В Джубе (Южный Судан) произошли массовые беспорядки, в ходе которых погибли более 270 человек[151].
- 8—9 июля — саммит NATO в Варшаве (Польша)[152].
- 13 июля — премьер-министр Великобритании Дэвид Кэмерон ушёл в отставку[153]. Премьер-министром Великобритании назначена Тереза Мэй[154].
- 14 июля — в Ницце (Франция) во время празднования Дня взятия Бастилии террорист на большегрузном автомобиле протаранил толпы людей, погибли 85 человек[155], около 200 получили ранения[156].
- 15—16 июля — в Турции произошла неудачная попытка госпереворота; погибли 294[157], ранены 1440 человек[158].
- 16 июля — для пресечения трансляции интервью находящегося в США подозреваемого в причастности к попытке госпереворота в Турции религиозного лидера Фатуллаха Гюлена временно прекращено вещание азербайджанского телеканала ANS (Azerbaijan News Services)[159].
- 17 июля — состоялся первый тур президентских выборов в Сан-Томе и Принсипи[160].
- 23 июля
  - Российский путешественник Фёдор Конюхов установил рекорд скорости кругосветного перелёта на воздушном шаре, совершив его чуть более чем за 11 дней, и побил рекорд американца Стива Фоссета, облетевшего мир на воздушном шаре за 13 дней[161].
  - В Кабуле (Афганистан) во время митинга прогремел взрыв, погибли около 80 человек[162].
- 24 июля — в результате наводнения в провинциях Хэбэй и Хэнань (КНР) погибли более 150 человек[163].
- 27 июля — в Киеве завершился Всеукраинский Крестный ход мира, любви и молитвы за Украину, который начался в Святогорской лавре на востоке страны 3 июля, а на западе Украины — 9 июля в Почаевской лавре[164].
- 28 июля
  - Крымский федеральный округ вошёл в состав Южного федерального округа России[165].
  - В должность президента Перу вступил Педро Пабло Кучински[166].

### Август
- 5—21 августа — XXXI летние Олимпийские игры (Рио-де-Жанейро, Бразилия)[167].
- 6—7 августа — ФСБ России объявила о предотвращении серии терактов, которую, по утверждению ведомства, готовила в Крыму группа диверсантов, подготовленных Главным управлением разведки Министерства обороны Украины[168][169].
- 7 августа — по результатам референдума принята новая конституция Таиланда[170].
- 12 августа — в Таиланде прогремели не менее 14 взрывов, погибли 4 человека, 27 ранены[171].
- 13 августа — в Демократической Республике Конго в результате массового убийства в городе Бени погибло более 45 человек[172].
- 24 августа — в итальянской провинции Риети произошло землетрясение, погибли более 250 человек[173].
- 27 августа — новым премьер-министром в Тунисе стал Юсеф Чахед[174].
- 29 августа — теракт в йеменском городе Аден, жертвами которого стало более 65 человек[175].
- 31 августа — в Бразилии объявлен импичмент президенту Дилме Руссефф. Обязанности президента страны возложены на Мишела Темера[176].

### Сентябрь
- 1—14 сентября — 42-я Всемирная шахматная олимпиада в Баку (Азербайджан)[177].
- 2 сентября — скончался Президент Республики Узбекистан Ислам Абдуганиевич Каримов[178].
- 2—3 сентября — Восточный экономический форум (Владивосток, Россия)[179].
- 3—8 сентября — вторые Всемирные игры кочевников (Чолпон-Ата, Кыргызстан)[180].
- 4 сентября — поджог телеканала «Интер» в Киеве[181].
- 4—5 сентября — саммит G20 (Ханчжоу, КНР)[182].
- 7 сентября — экипаж корабля Союз ТМА-20М в составе Алексея Овчинина, Олега Скрипочки и Джеффри Уильямса вернулся с МКС на Землю[183].
- 7—18 сентября — Паралимпийские игры (Рио-де-Жанейро, Бразилия)[184].
- 8 сентября — премьер-министром Казахстана стал Бакытжан Сагинтаев[185].
- 10 сентября — открытие в Москве пассажирского движения по Малому кольцу Московской железной дороги[186].
- 11 сентября — парламентские выборы в Белоруссии[187].
- 13 сентября — премьер-министром Армении стал Карен Карапетян[188].
- 15 сентября — в КНР запущена очередная космическая станция «Тяньгун-2»[189].
- 16 сентября — саммит СНГ в Бишкеке[190].
- 17 сентября — 1 октября — Кубок мира по хоккею с шайбой (Торонто, Канада)[191].
- 18 сентября — выборы в Государственную думу Российской Федерации, единый день голосования в России[192].
- 25 сентября — в Китае введён в эксплуатацию крупнейший в мире радиотелескоп с заполненной апертурой FAST[193].
- 26 сентября
  - Референдум по изменению конституции Азербайджана[194].
  - Подписан договор о прекращении огня между правительством Колумбии и повстанцами. Фактическое завершение гражданской войны в Колумбии[195].
- 27 сентября — 2 октября — чемпионат мира по стрельбе из лука в поле (Дублин, Ирландия)[196].

### Октябрь
- 1 октября — прекращение выдачи внутренних бумажных паспортов на Украине и выдача только ID-карточек[197].
- 3 октября — президентские выборы в Эстонии. На пост президента избрана Керсти Кальюлайд[198].
- 3—4 октября — XIII Форум межрегионального сотрудничества Казахстана и России (Астана, Казахстан)[199].
- 7 октября — парламентские выборы в Марокко. Победу одержала умеренная исламистская Партия справедливости и развития[200].
- 8 октября — парламентские выборы в Грузии[201]. Большинство голосов набрала Грузинская мечта — Демократическая Грузия, второй по количеству голосов стала партия «Единое национальное движение»[202].
- 9 октября — парламентские выборы в Литве[203].
- 13 октября — скончался корольТаиланда Рама IX Пхумипон Адульядет[204].
- 15 октября — Впервые был официально реализован Windows Server 2016
- 16 октября
  - Парламентские выборы в Черногории. По предварительным данным, победу одержала правящая Демократическая партия социалистов[205].
  - Эмир Кувейта распустил парламент страны[206].
  - Пилотируемый космический корабль КНР «Шэньчжоу-11» с двумя тайкунавтами на борту Цзин Хайпэн и Чэнь Дун успешно запущен[207]. Через два дня корабль состыковался со станцией «Тяньгун-2» и тайкунавты приступили к работе[208].
- 19 октября
  - C космодрома Байконур произведён пуск ракеты-носителя «Союз-ФГ» с пилотируемым кораблём «Союз МС-02» в составе Сергея Рыжикова, Андрея Борисенко (Россия) и Роберта Кимбро (США)[209]. Через два дня корабль состыковался с «МКС» и космонавты приступили к работе на станции[210].
  - В должность премьер-министра Хорватии вступил Андрей Пленкович[211].
  - В Берлине состоялось заседание Нормандской четвёрки.
- 29 октября — досрочные парламентские выборы в Исландии[212].
- 30 октября
  - Транспортный пилотируемый корабль «Союз МС-01», отстыковался от Международной космической станции, экипаж в составе Анатолия Иванишина, Такуя Ониси и Кэтлин Рубинс приземлился в спускаемом аппарате[213].
  - Выборы президента Молдавии[214]. Во второй тур вышли лидер партии социалистов Игорь Додон и кандидат от правой оппозиции Майя Санду[215].
- 31 октября — президентские выборы в Ливане. Президентом избран Мишель Аун[216].

### Ноябрь
- 5 ноября — в Сеуле прошла манифестация с требованием отставки президента Южной Кореи Пак Кын Хе[217].
- 6 ноября
  - 1-й тур президентских выборов в Болгарии. Во второй тур вышли оппозиционный кандидат Румен Радев и кандидат от правящей партии ГЕРБ Цецка Цачева[218].
  - Всеобщие выборы в Никарагуа[219]. Президентом страны избран действующий президент Даниэль Ортега[220].
- 8 ноября — выборы президента, всех членов Палаты представителей и трети сенаторов США[221]. На президентских выборах победу одержал республиканец Дональд Трамп[222].
- 11—30 ноября — матч за звание чемпиона мира по шахматам между действующим чемпионом мира Магнусом Карлсеном (Норвегия) и претендентом Сергеем Карякиным (Россия) (Нью-Йорк, США)[223]. Магнус Карлсен отстоял титул чемпиона мира[224].
- 13 ноября
  - Второй тур выборов президента Молдавии[225]. Победу одержал лидер социалистов Игорь Додон[226].
  - 2-й тур президентских выборов в Болгарии[227]. Победу одержал лидер социалистов Румен Радев[228].
- 17 ноября — с космодрома Байконур запущен космический корабль «Союз МС-03» с экипажем в составе Олега Новицкого, Тома Песке и Пегги Уитсон[229].
- 20 ноября — президентские выборы в Республике Гаити[230]. Победу одержал представитель правящей партии Жовенель Моиз[231].
- 26 ноября — новым премьер-министром Эстонии стал Юри Ратас[232].
- 28 ноября — в Колумбии разбился самолёт с футболистами бразильской команды Шапекоэнсе. Погибли 76 человек, 5 человек ранены[233].

### Декабрь
- 1 декабря — президентские выборы в Гамбии; победу одержал оппозиционный кандидат Адама Бэрроу[234].
- 1—2 декабря — второй форум малого и среднего бизнеса стран-участниц ШОС и БРИКС (Уфа, Россия)[235].
- 4 декабря
  - Внеочередные президентские выборы в Узбекистане[236]. Новым президентом страны стал Шавкат Мирзиёев[237].
  - III тур президентских выборов в Австрии[238]. Победу одержал кандидат от Партии зелёных Александр ван дер Беллен[239].
  - Конституционный референдум в Италии[240].
- 6 декабря — новым премьер-министром Франции стал Бернар Казнёв[241].
- 6—11 декабря — чемпионат мира по плаванию на короткой воде (Уинсор, Канада)[242].
- 10 декабря — в центре Стамбула (Турция) произошло два взрыва, в результате которых погибли 44 человека, ранено около 200[243].
- 11 декабря
  - Выборы президента Приднестровья[244]. Победу одержал спикер парламента Вадим Красносельский[245].
  - Референдум по изменению конституции Кыргызстана[246].
  - В результате взрыва внутри коптского собора в Каире погибли 28 человек, 70 человек получили ранения[247].
  - Досрочные парламентские выборы в Македонии[248].
  - Парламентские выборы в Румынии[249]. По предварительным данным, победу одержала Социал-демократическая партия[250].
  - В результате взрыва в Могадишо (Сомали) погибли 29 человек, 48 человек пострадало[251].
- 12 декабря
  - Новым премьер-министром Новой Зеландии стал Билл Инглиш[252].
  - Новым председателем совета министров Италии стал Паоло Джентилони[253].
- 13 декабря — в должность вступил новый Верховный правитель Малайзии Мухаммад V Фарис Петра[254].
- 14 декабря
  - В должность президента Узбекистана вступил премьер-министр страны Шавкат Мирзиёев[255].
  - Новым премьер-министром Узбекистана стал Абдулла Арипов[256].
- 14—23 декабря — в результате протестов в Демократической Республике Конго погибли более 40 человек[257].
- 16 декабря — вступил в должность новый президент Приднестровья Вадим Красносельский[258]. Пост премьер-министра Приднестровья занял Александр Мартынов[259].
- 18 декабря — 19-летняя представительница Пуэрто-Рико Стефани дель Валье стала победительницей конкурса Мисс мира 2016[260].
- 19 декабря
  - Теракт в Берлине (Германия). Грузовик врезался в толпу на Рождественской ярмарке в Западном Берлине. Погибли 12 человек, 53 получили ранения. Ответственность за нападение взяла на себя группировка «Исламское государство»[261].
  - В Анкаре (Турция) застрелен чрезвычайный и полномочный посол Российской Федерации в Турции Андрей Карлов[262].
- 23 декабря — в должность президента Молдовы вступил Игорь Додон[263].
- 25 декабря — после взлёта из аэропорта Сочи (Россия) потерпел катастрофу самолёт ТУ-154. Погибли 92 человека, включая 84 пассажиров и 8 членов экипажа. Среди погибших были артисты Дважды Краснознамённого ансамбля песни и пляски Российской Армии имени А. В. Александрова, общественный деятель Елизавета Глинка и журналисты[264].

## Персоны года
Человек года по версии журнала Time — Дональд Трамп, избранный президент США.

## Нобелевские премии
- Медицина и физиология — Ёсинори Осуми — «за открытие механизмов аутофагии»[266].
- Физика — Данкан Холдейн, Джон Костерлиц и Дэйвид Таулесс — «за теоретические открытия в топологических фазовых переходах и топологических фазах материи»[267].
- Химия — Жан-Пьеру Соваж, Джеймс Стоддарт и Бернард Феринга — «за разработку и синтез молекулярных машин»[268].
- Премия мира — Хуан Мануэль Сантос — «за усилия, направленные на завершение продолжавшейся более 50 лет гражданской войны»[269].
- Экономика — Оливер Харт и Бенгт Хольмстрём — «за их вклад в теорию контрактов»[270].
- Литература — Боб Дилан — «за создание новых поэтических выражений в великой американской песенной традиции»[271].